# Эхран
Эхран (перс. اهران‎) — село на севере Ирана, в остане Тегеран. Входит в состав шахрестана Демавенд. Является частью дехестана (сельского округа) Джемабруд бахша Меркези.

## География
Село находится в восточной части остана, к югу от автодороги 79, на расстоянии приблизительно 13 километров (по прямой) к юго-востоку от города Демавенд, административного центра шахрестана. Абсолютная высота — 1899 метров над уровнем моря.

## Население
По данным переписи 2006 года население села составляло 467 человек (242 мужчины и 225 женщин). В Эхране насчитывалось 113 домохозяйств. Уровень грамотности населения составлял 58,5 %. Уровень грамотности среди мужчин составлял 63,6 %, среди женщин — 52,9 %.
В 2016 году в селе имелось 175 домохозяйств и проживало 554 человека (288 мужчин и 266 женщин).